# 天王星探測

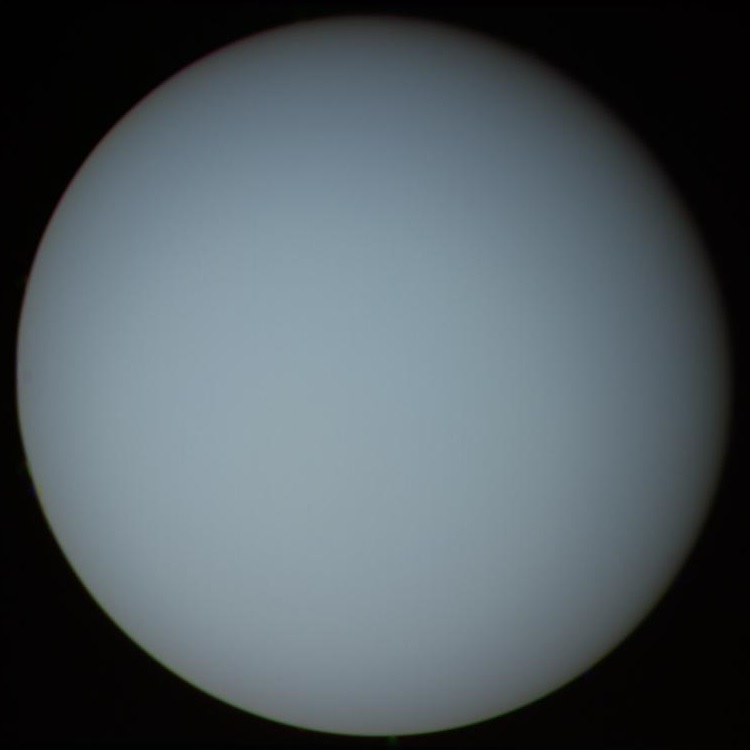
NASA的航海家2號於1986年1月10日拍攝的天王星彩色影像，距離天王星約1800萬公里。

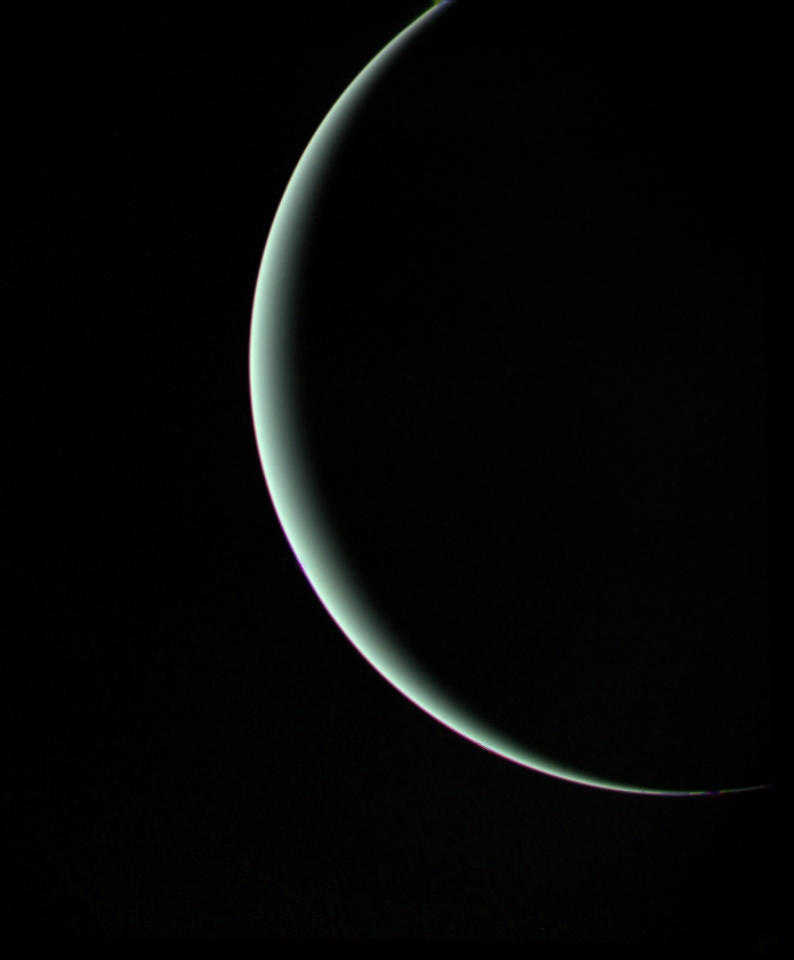
航海家2號於1986年1月25日拍攝的天王星最後影像，當時航海家二號正前往海王星。

至今人類對天王星的探測只有透過望遠鏡和 NASA 所發射，於1986年1月24日最接近天王星的航海家2號太空探測器。航海家2號發現了天王星的10顆衛星，並探測了天王星的寒冷大氣層和環，同時發現了2圈新的光環。航海家2號還對天王星的5顆最大的衛星表面拍攝，並發現這些衛星的表面有許多撞擊坑和峽谷。
目前已有數個專門對天王星探測任務的方案被提出，但直到2012年仍無任一方案被正式批准。

## 航海家2號
航海家2號是第一個，也是至今唯一一個探測過天王星的太空探測器（它的姊妹船航海家1號探測外行星只到土星和土衛六為止）。航海家2號於1986年1月24日距離天王星最近，和天王星的雲層頂部距離81500公里。

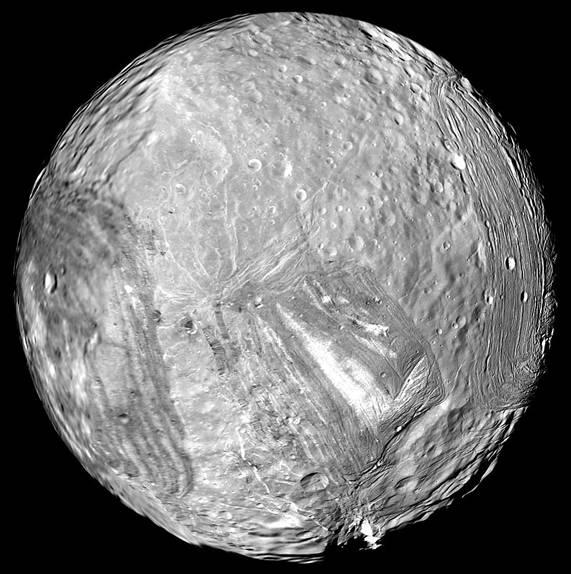
航海家2號拍攝的天衛五。

天王星是太陽系第三大行星，距離太陽約26億公里，公轉週期84年，自轉週期由航海家2號測量的結果是17小時14分。天王星的特點是它的自轉向一側傾斜。這個不尋常的狀況被認為是在太陽系早期歷史中曾受到行星體積的物體撞擊。因為這特殊的狀況，使天王星的極點長期受到日照或長期在夜晚中，科學家一開始並不確定在天王星能發現什麼狀況。
在航海家2號以前並不知道天王星磁場的存在。天王星磁場強度和地球相當，但不同位置的變化較大，這是因為天王星磁場位置大幅偏離天王星的幾何中心。天王星磁場的特殊方向顯示磁場是因為天王星內部中間的水所受壓力相當大，使水成為導體而產生。
航海家2號發現天王星自轉軸方向造成最明顯的影響是磁場的磁尾和自轉軸夾角達到60度。磁尾被扭轉到天王星背對太陽的一方，形狀像是拔瓶塞的長螺旋桿。
天王星的輻射帶強度與土星相當。帶內的輻射強度會使封存在冰衛星或環內粒子表面的甲烷在10萬年內變暗，這也許是天王星衛星和環內粒子表面變暗，且幾乎是一致的灰色的原因。
在天王星受到太陽光照射的磁極處發現了位於大氣層高層的霾層，並且有大量紫外線輻射，這種現象稱為「電子輝光」。天王星大氣層的平均溫度大約是59K。令人驚訝的是，天王星不論是白晝或夜間的極區，以及天王星表面大部分地區在雲層頂部的溫度幾乎都相同。

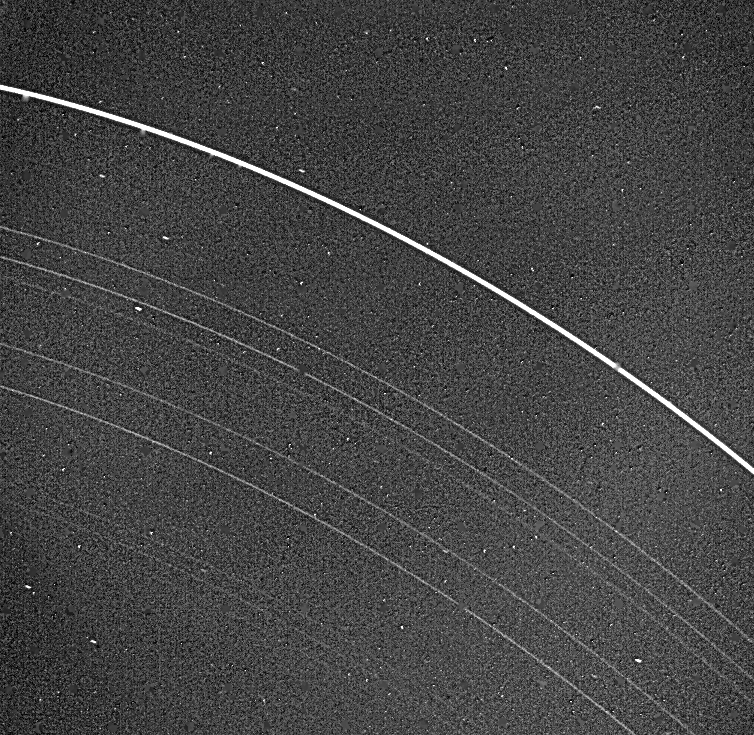
航海家2號拍攝的天王星暗色環。

航海家2號發現了10顆衛星，使當時天王星衛星總數達到15顆。航海家2號發現的衛星大多都是小衛星，最大者直徑約150公里。 
天王星五顆大衛星中，距離天王星最近的天衛五是至今太陽系中最特殊的天體之一。航海家2號飛掠時拍攝的高解析影像中顯示天衛五表面有稱為「冕狀物」的巨大卵形結構，而這些卵狀物側面是和斷層懸崖相接，最深者可達到10公里。另外在天衛五上也發現了階地和古老與年輕區域交錯存在的狀況。有理論認為天衛五可能是某顆衛星在猛烈撞擊中解體後的物質重新組合形成的。
天王星最大的五顆衛星看起來像是水和岩石混合的物質形成的，與土星的衛星相似。天衛三的表面有明顯的巨大斷層系統和峽谷，代表天衛三早期有一定程度的地質甚至是板塊活動。天衛一擁有所有天王星衛星中最明亮的，可能也最年輕的表面。天衛一的表面看似曾經歷過一定成度的地質活動，造成許多斷層谷地和冰等物質因為擴張而流動的跡象。天衛二和天衛四的表面相當古老且黑暗，因此這兩顆衛星被認為極少地質活動。
航海家2號探測前就已被觀測到的天王星環中9個光環都被探測過，並發現天王星環和木星與土星環有明顯不同。天王星環可能相對年輕，並且形成的時間和天王星不同。這些環可能是由因為高速撞擊或潮汐力碎裂的衛星的碎片形成。航海家2號還發現了2圈新的光環。

## 提議中的任務
目前已有數個探測天王星的任務提案被提出。英國倫敦大學學院穆勒太空科學實驗室（Mullard Space Science Laboratory）的科學家提出了由 NASA 和 ESA 協同進行的天王星探測任務 Uranus Pathfinder。一個預計在2022年發射探測器的中級行星探測任務提案已於2010年12月和120位來自世界各地科學家的簽名送交 ESA。ESA 將中級行星探測任務的預算控制在4.7億歐元以下。
另一個由约翰·霍普金斯大学應用物理實驗室提出的提案則稱為 "HORUS"。該提案是使用一個以核能為動力的軌道探測器，並攜帶攝影機、光譜儀和磁強計。計畫中探測器將在2021年4月發射，並以17年時間到達天王星，而探測器任務時間至少2年。
2009年，一個來自喷气推进实验室的行星科學家團隊提出了一個可能的太陽能動力天王星軌道探測器方案。發射這型探測器的最佳發射窗口將在2018年8月，它將在2030年9月到達天王星。它的科學酬載包含磁強計、粒子探測器以及可能包含攝影機。
在最近十年的行星探測未來潛力調查中，Committee on the Planetary Science Decadal Survey 則建議執行天王星軌道探測器計畫（Uranus Orbiter and Probe）：這是一個研究天王星的旗艦計畫，雖然它的優先程度在火星和木星系統探測任務之後。
2022年的中国天问四号任务方案中，提出2029年发射后，子探测器于2045年飞掠天王星。

## 外部連結
- NASA Voyager website（页面存档备份，存于）